# サマーサイド (プリンスエドワードアイランド州)
サマーサイド（英語: Summerside）は、カナダのプリンスエドワード島にあるプリンス郡の都市。プリンスエドワードアイランド州で2番目に大きく、島の西部の中心的な都市である。

## 歴史
サマーサイドは1877年4月1日に町として公式に編入された。1995年4月1日、サマーサイド及び近隣のコミュニティであるSt. Eleanors、Wilmot、Sherbrookeの一部と合併して、市として再編入された。
合併前の最後の人口センサス調査が行われた1991年のサマーサイドの居住人口は13,636人だった。

## 医療制度
市の北端に位置するプリンスカウンティ病院が州西部の主要な委託病院となっている。